# 米歇尔·希翁
米歇尔·希翁（法語：Michel Chion，1947年1月16日—），出生於瓦茲省克雷伊（Creil de l'Oise）的法國具體音樂（Musique concrète）作曲家與電影研究學者兼影評人。希翁曾在1971年至1976年間以正式成員的身份加入音樂研究集團也是巴黎第三大学电影与视听研究院（Institut de Recherche sur le Cinéma et l'Audiovisuel, IRCAV）副教授，並在歐洲多家机构讲学，专注于视听关系研究。他曾获得（批评家协会颁发的）最佳电影图书奖，并因创作的视听作品而获得唱片大奖以及洛迦诺城市大奖（Grand Prix de la Ville de Locarno）。除了音樂作品外，希翁也出版過超過許多關於音樂與電影意象解析的書籍著作。

## 外部連結
- Michel Chion個人官方網站 （页面存档备份，存于）（法文）（英文）
- 米歇尔·希翁在互联网电影资料库（IMDb）上的資料（英文）